# Geboortemelder
Een geboortemelder wordt in de paardenhouderij gebruikt om de geboorte van een veulen tijdig op te merken.
In de meeste gevallen verloopt de worp van een veulen zonder problemen. Wanneer er wel complicaties optreden kan de verzorger of dierenarts die vaak verhelpen. Het is dan wel nodig dat de geboorte opgemerkt wordt, ze gebeurt vaak 's nachts en er is een periode van ongeveer drie weken aan het eind van de dracht waarin het plaats kan vinden. Om het toch tijdig op te kunnen merken is een meldsysteem noodzakelijk. 

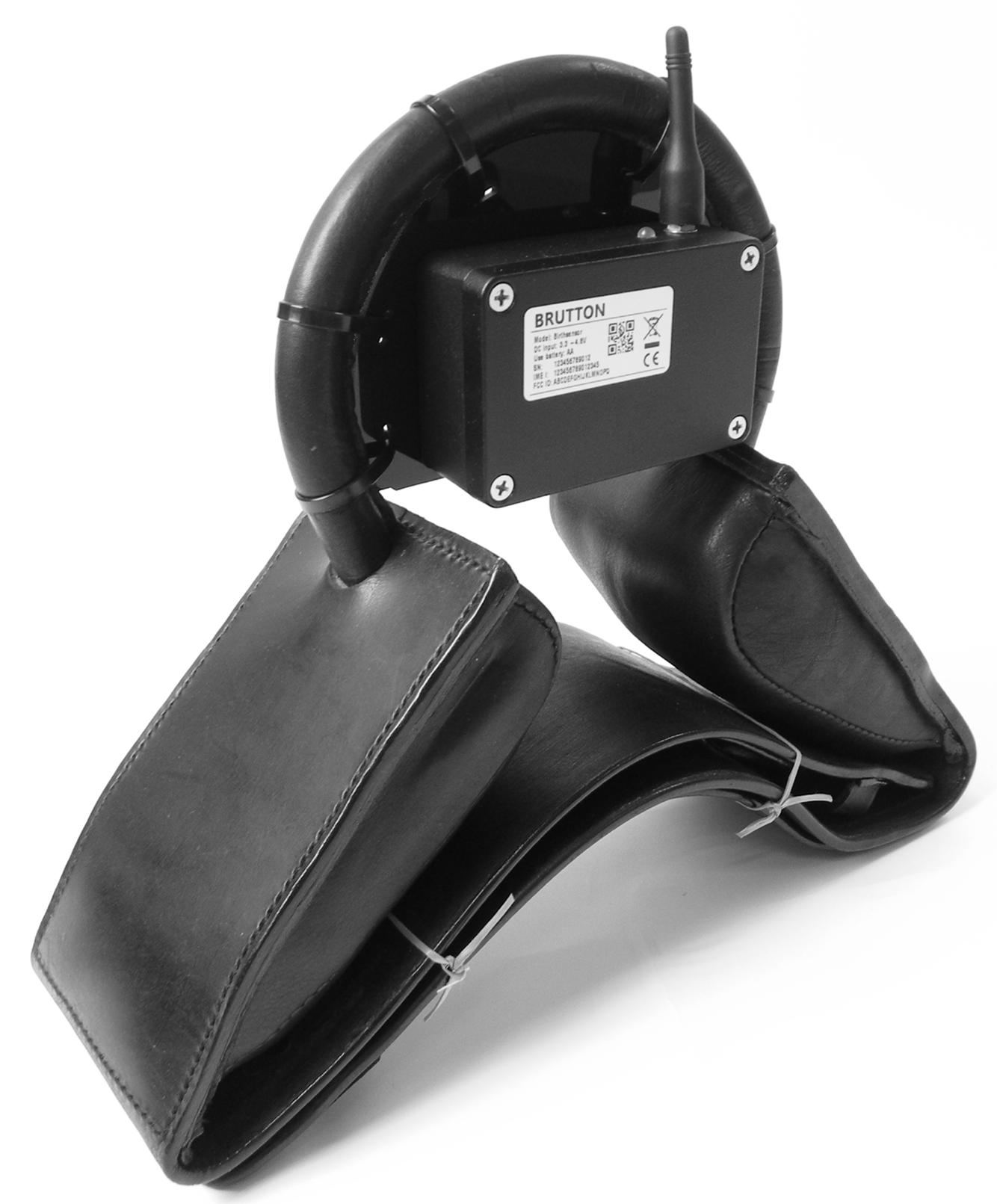
Geboortemelder

## Werking
Een geboortemelder werkt volgens een van de volgende methoden:
Positie:
Tijdens de weeën gaat een merrie volledig op haar zij liggen. Dat is een typische houding voor het bevallingsproces. In die zijdelingse houding kan ze de wee namelijk beter opvangen. De geboortemelder registreert het moment waarop het paard in deze typische gaat liggen en geeft na 7,6 seconden alarm. Dan is het namelijk vrijwel zeker dat het om een wee gaat. De meeste geboortemelders werken volgens deze methode. Al vanaf 1992 wordt deze methode gebruikt en naar schatting zijn hier al meer dan 65.000 veulens mee geboren. Birth alarm en de Birthsensor maken gebruik van dit principe.
Temperatuur:
Er zijn melders die op basis van de temperatuur van de merrie werken. Deze melders meten de temperatuur van de merrie en wanneer deze in een korte tijd meer dan 0,4°C zakt zal er een melding worden gegeven. Deze manier van detecteren is van oorsprong afkomstig uit de rundveesector.
Geboortechip:
De geboortechip is een geboortemelder die werkt op basis van een sensor aan de schaamlip van het paard. Bij deze variant is het noodzakelijk dat een dierenarts de sensor bevestigt. Omdat de sensor uitgroeit moet deze wekelijks opnieuw door de dierenarts geplaatst worden. Valse meldingen komen vrijwel niet voor, het kan echter gebeuren dat de sensor ongewild los raakt en hierdoor een onterechte melding geeft. De Sigloo melder maakt gebruik van dit principe.
Lichtsluis:
Er zijn ook melders die werken met een lichtsluis. Doordat de merrie normaal in de stal staat, zal de lichtsluis geblokkeerd worden. Wanneer de merrie gaat liggen en de lichtsluis niet geblokkeerd wordt, zal er een alarm gegeven worden. Door de vaak onterechte meldingen wordt deze methode bijna niet meer gebruikt.
Een camera wordt vaak gebruikt in combinatie met een van de bovenstaande methoden. Op deze manier kunnen onterechte meldingen snel worden waargenomen.